# Чемпіонат Швейцарії з хокею 1938
Чемпіонат Швейцарії з хокею 1938 — 28-й чемпіонат Швейцарії з хокею, свій одинадцятий титул здобув ХК «Давос». Цей чемпіонат вперше пройшов за регламентом та в рамках вищого дивізіону Національної ліги А, другим дивізіоном була Серія А (до появи Національної ліги B у сезоні 1947/1948 років).

## Регламент
За регламентом НЛА кожна з шести команд зіграли між собою по одному матчу (за коловою системою). Чемпіоном став клуб, який набирав найбільшу кількість очок. За перемогу клуб отримував два очки, за нічию одне і нуль в разі поразки. 

## Підсумкова таблиця
| М  | Команда                | І | Пер | Н | Пор | ШЗ | ШП | О |
| -- | ---------------------- | - | --- | - | --- | -- | -- | - |
| 1. | ХК «Давос»             | 5 | 4   | 1 | 0   | 20 | 1  | 9 |
| 2. | Цюрих СК               | 5 | 4   | 0 | 1   | 15 | 3  | 8 |
| 3. | «Санкт-Моріц»          | 5 | 2   | 2 | 1   | 8  | 5  | 6 |
| 4. | СК «Берн»              | 5 | 2   | 0 | 3   | 8  | 6  | 4 |
| 5. | Грассгоппер Клуб Цюрих | 5 | 1   | 1 | 3   | 3  | 13 | 3 |
| 6. | НЕХК Базель            | 5 | 0   | 0 | 5   | 3  | 29 | 0 |

ХК «Давос» домінував в лізі здобувши чотири перемоги та одну нічию за різниці шайб 20:1. Таке домінування пов'язано насамперед з так званої трійкою Ні-штурм, до якої входили гравці: "Бібі" Торріані, Ганс Каттіні та "Пік" Каттіні.